# Visby–Visborgsslätt–Bjärs Järnväg
Visby-Visborgsslätt-Bjärs Järnväg (VV) var en 891 mm smalspårig järnväg mellan Visby och Västerhejde på Gotland.

## Historia
I slutet på 1800-talet bildades Gotlands infanteriregemente (I 27) som fick sitt övningsfält på Visborgsslätt söder om Visby. I början av 1900-talet skulle det byggas nya kaserner i tegel och för att lösa transportbehovet byggde fortifikationen för en kostnad av 22 000 kronor en 2 745 meter lång statsbana till kasernerna som betalades av arméförvaltningen. Banan utgick från spåret till hamnen i Visby och var färdigbyggd för godstrafik hösten 1903 som hanterades av Gotlands Järnväg (GJ) fram till 1946. 

### Visby-Visborgsslätt (Järnväg)
Officerarna vid I 27 fick tillstånd av Väg- och vattenbyggnadsstyrelsen att driva persontrafik på statsbanan den 22 juni 1904. Trafiken bedömdes vara av spårvägskaraktär och ett kontrakt skrevs mellan officerarna och fortifikationsdepartementet den 12 oktober 1904 även om trafiken startade redan den 27 juni 1904. För persontrafiken köptes en ångvagn tillverkad 1887 av Munktells Mekaniska Verkstad från Vislanda–Bolmens Järnväg som fick byggas om från spårvidden 1067 mm till 891 mm. Trafiken med ångvagnen gick inte hela vägen till Visby station på Gotlands Järnväg utan slutstationen låg vid Visborgsgatan och Ravinstigen. Ett lokstall byggdes vid Visborgsslätt.

### Visby-Visborgsslätt-Bjärs Järnväg
Kuranstalten Kneippbyn öppnades 1907 och ägaren tillsammans med bönderna i området bildade Trafik AB Västerhejde–Visby med ett aktiekapital på 97 000 kronor. Trafik AB Västerhejde–Visby tog över en koncession beviljad 1911 för en järnväg från Visborgsslätt till Bjärs. Järnvägen öppnades till Knieppbyn den 23 juni 1912 och fortsättningen till Bjärs (Hallvards) den 29 augusti 1912. Den nybyggda banan var 6,2 kilometer. Trafik AB Västerhejde–Visby arrenderade statsbanan mellan Visby och Visborgsslätt och fortsatte avtalet med Gotlands Järnväg om godstrafik. 
Ångvagnen som var i drift byggdes om till personvagn, en nybyggd ångvagn anskaffades från Waggonfabriken i Arlöv och ett begagnat ånglok köptes från Gotlands Järnväg. Ytterligare en begagnad ångvagn köptes 1920 från Ronehamn–Hemse Järnväg.
Trafik AB Västerhejde–Visby gick i konkurs den 15 juni 1931 men driften fortsatte fram till slutet av 1939. Formellt upphörde persontrafiken den 1 mars 1940.
Godstrafiken fortsatte mellan Visby och Kneippbyn fram till den 1 oktober 1946 fortfarande hanterad av Gotlands Järnväg. I januari 1941 tog staten genom Arméförvaltningen över järnvägen mellan Kneippbyn och anslutningen till statsbanan vid Förvaltarbostaden. 
Banan mellan Kneippbyn och Hallvards revs redan 1940 och resten 1948.